# みすみ
みすみは、日本の女性声優。アダルトゲームに声をあてている。

## 出演
太字はメインキャラクター。

### アダルトゲーム
2000年
- eye's ONLY その輝きは眩しさに満ちて（大波 さやか）

2001年
- ぽこぽこ軍将 棚からこぼれたストーリー（大波 さやか）
- ゆうれいは同居人!?（蒲田 香津美）

2002年
- ぽこぽこ軍将2 -いっつ・あ・りある・わ〜るど-（大波 さやか）
- 狂想の肉宴（佐々森 なづな）
- 部費げっちゅ〜!（森里 薫）
- 非常識〜快楽はそこにある〜（黒須 しるく）
- 旅館白鷺
- 黒雪姫（サリエル、ミオ）

2003年
- ひよこのキモチ（花園 しおん）
- 夏少女（東 雪江）
- Asylum（レンゲ）
- 胸キュン!はぁとふるCafe FULL ANIMATION DVD Players Game（香坂 チカ）
- 2×4! -ひとつ屋根の下で-（こゆり）
- こすままにあ（榊 里緒菜）
- つばさのうた（ゾハル）
- よい娘の悩み相談室〜妄想世界の背徳的指導〜（西園 朱美）
- ぷちぷち☆魔女先生!（エリン）

2004年
- あまえんぼう 〜もう!イケないコね〜（妃乃 和海）
- OL姉妹（川添 里沙）
- 猥免教官-仲達泰蔵-（鈴原 凛子）
- めじょく 〜復讐学園〜（観音寺 美紀）
- Blue Lagoon 〜南の海のマナン〜（ロラ・アンダルシア）
- 保母さんのエプロン 〜ゆずりは保育園奮闘記〜（浅葱 夢美）
- MinDeaD BlooD 〜支配者の為の狂死曲〜（榊 悠香、アニマ）
- 僕と4人の女教師（小坂 真琴）
- いじってプリンセス〜もう!またこんなところで〜（アイリ）
- BLACK GATE -姦淫の学園-（葛城 風）
- IZUMO2（逢須 芹）
- 燐月-リンゲツ-（緋月 詩乃）
- みずのかけら -once summer of islet- ORIGIN（坂森 まち、高村 美冬）
- 女子寮辱 〜良家美人姉妹おどり喰い〜（深山 詩織、霧里 茜）
- MinDeaD BlooD 〜麻由と麻奈の輸血箱〜（榊 悠香、アニマ）
- 生贄令嬢（倉光 亜紀乃）
- 人妻×人妻4 -ここは人妻フィットネス-（麻倉 さくら）
- 辱妻〜ご利用は計画的に〜（観崎 真衣）
- 真説 猟奇の檻（如月 静）
- ひとがたルイン（クーノ）

2005年
- 凌辱学園 〜部活調教恥獄責め〜（夏木 まゆ）
- 鬼神楽（天神 かんな）
- もっといじってプリンセス 〜もう!またこんなところで2〜（アイリ）
- あやつりブルマー（桜田 のあ）
- ふたりの兄嫁（美原 あかね）
- クリーク・クリーク〜先生、私も戦います!〜（市比野 葉音）
- 夢幻廻廊（九条 麗華）
- 人妻戦隊アイサイガー（ジセル・オルフィーリア）
- 医辱（野原 るみ）
- まんきつ! 〜コミックカフェへようこそ!〜（橘 桜花）
- でぼの巣箱（天神 かんな）

2006年
- Re:（赤羽 沙樹）
- 妻みっくす（緋月 詩乃、美原 あかね）
- 戦場デ少女ハ躰ヲカケル（サミー・スティーブンス）
- かみさまの宿っ!（夏樹 薫）
- もえママ!（涼原 麻美衣）
- IZUMO2 -学園狂想曲-（逢須 芹）
- いじってプリンセスafter（アイリ）
- 辱アナ（綾瀬 麻理恵）
- 連鎖病棟（勝山 亜紀）
- いな☆こい! 〜お稲荷さまとモテモテのたたり〜（三堂 千尋）
- どうして?いじってプリンセス Final Road 〜もう!またこんなところで3〜（アイリ）
- てすた 〜Teach＆Study〜（皆瀬川 由子、小坂 真琴）
- ねとって女神!（スクルド）
- あおぞらマジカ!!（ファナ）

2007年
- 操り孕ませDreamNote（高梨 栞）
- 式神 〜桔梗の華に秘めたる想い〜（はっこ、久村 あさみ）
- 借金姉妹（宮森 香帆）
- ObsceneService 猥褻人妻売春（倉科 紗也香）
- Reversible（杉原 静乃）
- GUN-KATANA（銃刀） ―Non-Human-Killer―（風戸 紅葉）
- 辱島（春海 穂乃花）
- 新世紀いじってプリンセス 〜もう!またそんなことまで〜（ジャンヌ）
- 真・燐月（緋月 詩乃）
- Ma Maison 〜素直になれない住人たち〜（一本木 奈江）
- MagusTale 〜世界樹と恋する魔法使い〜（エマ＝グラディウス）

2008年
- マジカルハッピー 〜魔法はHのてほどき〜（マミ先生）
- 催淫孕ませキーワード「…あぁん、そんなコト言われたら、もう私…わたし…」（柏崎 アンナ）
- ねとって女神!ネオ（アテナ）
- トナリの世界 -踏み外した淫靡な日常-（藤川 真白）
- MagusTale Infinity（エマ＝グラディウス）
- 人妻戦隊アイサイガーFLASH（斉天大聖 兇御、ジセル・オルフィーリア）
- 借金姉妹2（宮森 香帆）
- 恋する式 〜SHIKIGAMI2008〜（久村 あさみ、はっこ）
- 新世紀いじってプリンセスNEXT2 〜くノ一姫カスミ参上!〜（ジャンヌ）
- ドレス・ウィザード!（葉山 葵）
- Before Dawn Daybreak 〜深淵の歌姫〜（リューイ・ユーロリーズ）
- みちくさ 〜Loitering on the way〜（皆瀬川 由子、小坂 真琴）

2009年
- エンドリープ 〜降り積もる恋人の記憶〜（小野寺 紫苑）
- 夏色ストレート!（有馬 希）
- ボクん家の家性婦さん（緑川 千夏）
- はらみこ（宮代 伊織）
- 真説 猟奇の檻 第2章（森本 弘美）
- 夢幻廻廊2 〜螺旋〜（ハナ）
- 77 〜And, two stars meet again〜（狐島 進）
- おまかせっ!お勉強☆しすたぁず（春日井 麗美）
- 妻交感 〜他人に抱かれる妻を想像して〜（高山 エレナ）
- 母乳倶楽部 〜大人のミルクタイム〜（桐野 奈々深）

2010年
- 借金姉妹2アフターストーリー（宮森 香帆）
- ク・リトル・リトル 〜魔女の使役る、蟲神の触手〜（片桐 マコト）
  - ク・リトル・リトル 〜グレートハンティング〜（片桐 マコト）

2011年
- Lunaris Filia 〜キスと契約と真紅の瞳〜（上杉 竜美）[1]

2012年
- 竜翼のメロディア -Diva with the blessed dragonol-（モニカ・ラッセル）[2]

### OVA
- 胸キュン!はぁとふるCafe（2002年、香坂 チカ）
- DISCIPLINE（山形 早紀）
- くノ一幕末奇譚（楓）
- リゾートBOIN（新条 叶）
- 燐月 THE ANIMATION（緋月 詩乃）[3]
- 真・燐月（緋月 詩乃）
- BLACK GATE（葛城 風）
- 奴隷メイドプリンセス（ロッテ・ビレンコーフェン）
- ふたりの兄嫁（美原 あかね）
- 借金姉妹（宮森 香帆）
- 連鎖病棟（勝山 亜紀）
- 特別病棟（槙村 涼子）
- 胸キュン!はぁとふるCafe（香坂チカ）
- 癒してあげルン 西遊記（ありすがわ まゆこ）
- 貴方だけこんばんわ（瑞智 桃音）
- 淫妖蟲 悦 〜怪楽変化退魔録〜 第二夜（白鳥 武）[4]
- 姦染5〜The Daybreak〜 上巻 レイプハーレム（日向夏都）[5]

### ドラマCD
- こえでおしごと!（針江 夏実）